# Färgserien
Färgserien är en bokserie utgiven av Almqvist och Wiksell (och som fortsatts av Norstedts). Den började som en serie handböcker, till att börja med om djur och natur, i samarbete med danska Politikens forlag 1950, där första halvan av boken består av färgplanscher (vilka nu blivit möjliga att framställa till låg kostnad genom offsettryckets genombrott) och andra halvan av beskrivande text. Texten skrevs av olika författare i de svenska och danska upplagorna. I de danska handböckerna (Politikens håndbogsserie) var Hans Hvass flitigt anlitad i inledningen. Naturhandböckerna följdes av böcker om "hem och trädgård", samt även Flaggor i färg (vilken snart blev inaktuell då de tidigare kolonierna blev självständiga och flera omarbetade utgåvor har sedan utkommit). Till serien hörde även några böcker "Vad jag finner..." om (främst) ryggradslösa djur i olika miljöer.  Serien (som tidigare var namnlös) fick ett nytt uppsving i slutet av 1960-talet med omarbetade upplagor av några av de tidigare böckerna och många nya tillskott (nu även inom teknik) och med texten "Färgserien" på omslaget. På 1980-talet upphörde det närmast obligatoriska "i färg"-epitetet i titlarna. Serien lades ner någon gång i slutet av 1990-talet, men utgivningen av böckerna har fortsatt in på 2000-talet (på Norstedts och Bokförlaget Prisma). I Norge har en del av böckerna utgivits av Aschehoug som serien "Naturen i farger".

## Titlar
| Titel                                           | 1:a uppl. | Författare                                                                   | Illustratör                                     |
| ----------------------------------------------- | --------- | ---------------------------------------------------------------------------- | ----------------------------------------------- |
| Floran i färg                                   | 1950      | Lorentz Bolin & Lennart O. A. von Post                                       | Edgar Hahnewald                                 |
| Fåglarna i färg                                 | 1952      | Sigfrid Durango                                                              | Karl Aage Tinggaard                             |
| Fiskarna i färg                                 | 1953      | Kai Curry-Lindahl                                                            | Nicolaj Norvil                                  |
| Insekter i färg                                 | 1953      | Bengt-Olof Landin                                                            | Edgar Hahnewald                                 |
| Djuren i färg                                   | 1955      | Kai Curry-Lindahl                                                            | Karl Aage Tinggaard                             |
| Nyttoväxter i färg                              | 1955      | Tore Linnell & Nils Hylander                                                 | Edgar Hahnewald                                 |
| Inomhusväxter i färg                            | 1955      | Rune Löwenmo                                                                 | Ellen Backe                                     |
| Svampar i färg                                  | 1956      | Bengt Cortin                                                                 | Edgar Hahnewald                                 |
| Vad jag finner på havsstranden                  | 1956      | Georg Mandahl-Barth                                                          | Henning Anthon                                  |
| Vad jag finner i sjö och å                      | 1956      | Georg Mandahl-Barth                                                          | Henning Anthon                                  |
| Flaggor i färg från hela världen                | 1957      | Preben Kannik                                                                | Wilhelm Petersen                                |
| Trädgårdens buskar och träd i färg              | 1957      | Rune Löwenmo                                                                 | Verner Hancke                                   |
| Husdjuren i färg                                | 1958      | Ivar Johansson                                                               | Karl Aage Tinggaard                             |
| Hundar i färg                                   | 1958      | Ivan Swedrup                                                                 | Harald Wiberg                                   |
| Burfåglar i färg                                | 1958      | Uno Plazikowski                                                              |                                                 |
| Akvariefiskar i färg                            | 1960      | Paul Jacobsson                                                               | Nicolaj Norvil                                  |
| Stenar i färg                                   | 1960      | Per H. Lundegårdh                                                            | Folke Johansson (foto)                          |
| Rosor i färg                                    | 1964      | Henry Edland                                                                 |                                                 |
| Vår flora i färg (Fanerogamer)                  | 1965      | Ivar Elvers                                                                  | Henning Anthon                                  |
| Skogens träd och buskar i färg                  | 1966      | Tor Nitzelius & Helge Vedel                                                  | Ebbe Sunesen & Preben Dahlstrøm                 |
| Vad jag finner i skogen                         | 1968      | Georg Mandahl-Barth & Carl-Cedric Coulianos                                  | Henning Anthon                                  |
| Vad jag finner på åker och äng                  | 1968      | Leif Lyneborg                                                                | Henning Anthon                                  |
| Rymdskepp i färg                                | 1968      | Kenneth Gatland                                                              | John W. Wood & Tony Mitchell                    |
| Flygplan i färg 1 : jaktplan                    | 1968      | Kenneth Munson                                                               |                                                 |
| Flygplan i färg 2 : bombplan                    | 1968      | Kenneth Munson                                                               |                                                 |
| Flygplan i färg 3 : trafikflygplan              | 1968      | Kenneth Munson                                                               |                                                 |
| Uniformer i färg                                | 1969      | Preben Kannik                                                                | Preben Kannik                                   |
| Flygplan i färg 6 : helikoptrar                 | 1969      | Kenneth Munson                                                               |                                                 |
| Flygplan i färg 4 : privatflygplan              | 1970      | Kenneth Munson                                                               |                                                 |
| Flygplan i färg 5 : stridsflygplan 1914-1918    | 1970      | Kenneth Munson                                                               |                                                 |
| Stora burfågelboken i färg                      | 1970      | Uno Plazikowski                                                              | Jeremy McCabe (foto) & Bo Mossberg (teckningar) |
| Rumsväxter i färg                               | 1971      | Sven Gréen & Åge Nicolaisen                                                  | Palle Bregnhøi & Otto Frello                    |
| Matsvampar i färg                               | 1971      | Olle Persson                                                                 | Bo Mossberg                                     |
| Flygplan i färg 7 : pionjärflygplan             | 1972      | Kenneth Munson                                                               |                                                 |
| Flygplan i färg 8 : stridsflygplan 1939-1945    | 1972      | Kenneth Munson                                                               |                                                 |
| Trädgården i färg. 1                            | 1972      | Sven Gréen & Eigil Kiær                                                      | Verner Hancke                                   |
| Trädgården i färg. 2                            | 1972      | Sven Gréen & Eigil Kiær                                                      | Verner Hancke                                   |
| Flaggor i färg                                  | 1973*     | Christian Fogd Pedersen                                                      | Wilhelm Petersen                                |
| Rymdskepp i färg 2                              | 1973      | Philip Bono & Kenneth W. Gatland                                             | John W. Wood                                    |
| Groddjur och kräldjur i färg                    | 1975      | Kai Curry-Lindahl                                                            |                                                 |
| Däggdjur i färg : alla Europas arter            | 1975      | Kai Curry-Lindahl                                                            | Henning Anthon                                  |
| Vår flora i färg : Kryptogamer                  | 1976      | Ivar Elvers, Mogens Skytte Christiansen Edvard von Krusenstjerna & Mats Wærn | Carin Ax                                        |
| Akvariefiskar i färg                            | 1976*     | Jens Meulengracht-Madsen                                                     | Kjeld Warthoe Sørensen                          |
| Vad jag finner på sandmark och hed              | 1976      | Leif Lyneborg                                                                | Henning Anthon                                  |
| Trädgårdens fiender i färg                      | 1976      | Mogens H. Dahl, Thyge B. Thygesen                                            | Verner Hancke                                   |
| Ballonger och luftskepp                         | 1977      | Lennart Ege                                                                  | Otto Frello                                     |
| Kaktusar i färg                                 | 1978      | Edgar och Brian Lamb                                                         | Edgar och Brian Lamb m.fl. (foto)               |
| Fjärilar i färg : dagfjärilar                   | 1979      | Bengt-Olof Landin                                                            | Niels Jønsson                                   |
| Skalbaggar i färg                               | 1979      | Leif Lyneborg                                                                | Niels Jønsson                                   |
| Akvarieväxter i färg                            | 1980      | Niels Jacobsen                                                               | Verner Hancke                                   |
| Flaggor i färg                                  | 1981*     | Christian Fogd Pedersen                                                      |                                                 |
| Gräsflora i färg                                | 1981      | Ivar Elvers                                                                  | Verner Hancke                                   |
| Getingar, bin och andra steklar i färg          | 1982      | Henning Anthon                                                               | Henning Anthon                                  |
| Myggor och flugor i färg                        | 1982      | Henning Anthon                                                               | Henning Anthon                                  |
| Ädelstenar och prydnadsstenar                   | 1984      | Walter Schumann                                                              |                                                 |
| Fågelhobby : ornitologens handbok               | 1986      | Ulf Svedberg & Einhard Bezzel                                                |                                                 |
| Blomhobby : botanistens handbok                 | 1986      | Olle G. Olsson & Karl Peter Buttler                                          |                                                 |
| Rovfåglar i Europa, Nordafrika och Mellanöstern | 1986      | Benny Génsbøl Roland Staav                                                   | Bjarne Bertel                                   |
| Trädgårdens prydnadsväxter                      | 1986      | Michael Wright                                                               |                                                 |
| Fiskar i färg                                   | 1995*     | Per Pethon                                                                   | Jan Fekjan & Pål Thomas Sundhell                |
| Stenar och fossil : mineral, bergarter, fossil  | 1996      | Per H Lundegårdh & Krister Brood                                             | Lennart Alec Andersson & Elna Nord              |
| Fjällflora                                      | 1996      | Bo Nylén                                                                     | Nils Forshed                                    |

* Ny bok med samma titel